# Tituly a vyznamenání Haakona VII.

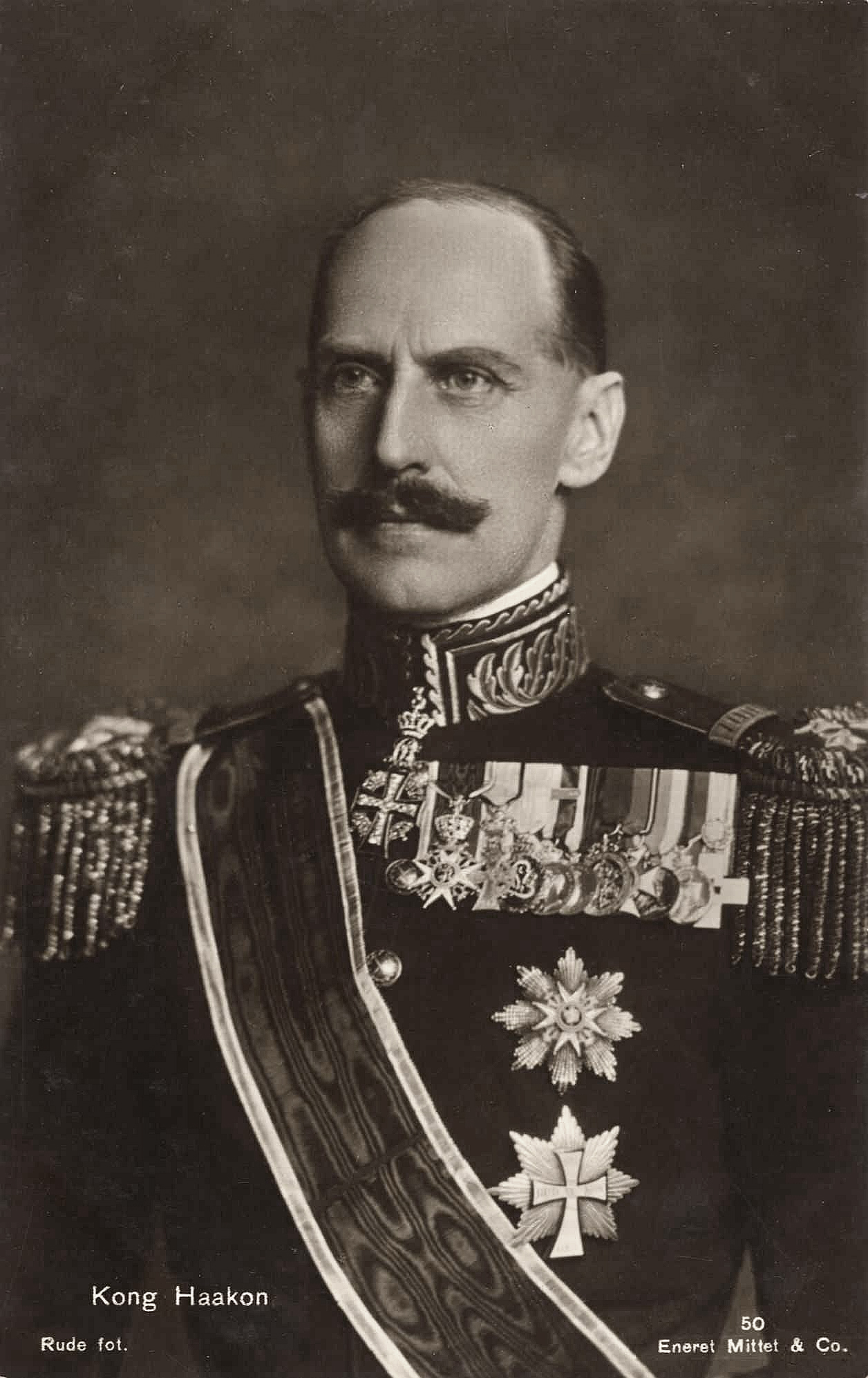
Král Haakon VII. v uniformě s řadou vyznamenání

Norský král Haakon VII. během svého života obdržel řadu národních i zahraničních vyznamenání a titulů. Jako norský panovník také stál v čele norských řádů. Byla po něm pojmenována také řada objektů, včetně dvou lodí Norského královského námořnictva.

## Tituly
Jako poslední z norských králů používal oslovení z Boží milosti (norsky: av Guds nåde).
- 3. srpna 1872 – 18. listopadu 1905: Jeho královská Výsost princ Karel Dánský
- 18. listopadu 1905 – 21. září 1957: Jeho Veličenstvo král norský

Královský monogram Haakona VII.
Erb Haakona VII. jakožto rytíře Řádu Serafínů.

## Vyznamenání

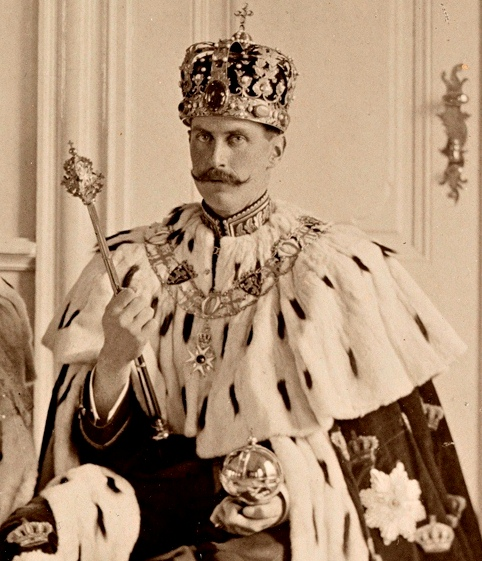
Haakon VII. s královskými regáliemi a řetězem Řádu svatého Olafa kolem krku

### Norská vyznamenání

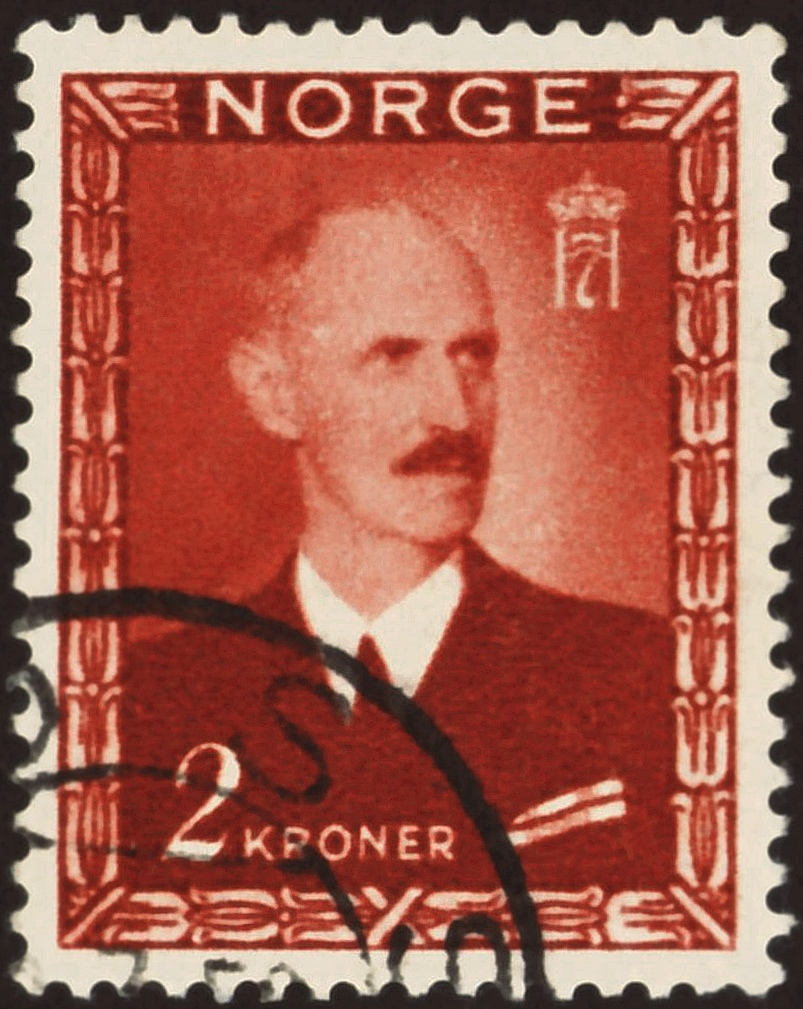
Král Haakon VII. na poštovní známce

- velkokříž s řetězem a později velmistr Řádu svatého Olafa[1]
- velmistr Řádu Norského lva – od 18. listopadu 1905 do 11. května 1952
- Válečný kříž s meči[1]

### Zahraniční vyznamenání
- Belgie
  -  velkostuha Řádu Leopolda[1]
- Brazílie
  -  velkokříž s řetězem Řádu Jižního kříže[1]
- Československo
  -  Řád Bílého lva I. třídy s řetězem, vojenská skupina – 16. listopadu 1937[1][2]
  -  Československý válečný kříž[1]
- Dánsko
  -  rytíř Řádu slona – 3. srpna 1890[1]
  -  velkokomtur Řádu Dannebrog[1]
  -  Čestný kříž Řádu Dannebrog[1]
  -  Medaile svobody krále Kristiána X.
- Etiopské císařství
  -  velkokříž Řádu Šalomounova[1]
- Finsko
  -  velkokříž Řádu bílé růže – 1926[1]
- Francie
  -  velkokříž Řádu čestné legie[1]
  -  Croix de guerre 1939–1945[1]
  -  Médaille Militaire[1]
- Island
  -  velkokříž s řetězem Řádu islandského sokola – 1955[1]
- Italské království
  -  rytíř Řádu zvěstování – 1909[1]
  -  velkokříž Řádu svatého Mauricia a svatého Lazara – 1909
  -  velkokříž Řádu italské koruny – 1909
- Japonsko
  -  velkostuha s řetězem Řádu chryzantémy[1]
- Meklenbursko
  -  velkokříž Domácího řádu vendické koruny[1]
- Německá říše
  -  rytíř Řádu černé orlice[1]
  -  velkokříž Řádu červené orlice[1]
- Nizozemsko
  -  velkokříž Řádu nizozemského lva[1]
- Osmanská říše
  -  Řád Osmanie I. třídy s diamanty[1]
- Peru
  -  velkokříž Řádu peruánského slunce[1]
- Polsko
  -  rytíř Řádu bílé orlice – 1930[1]
- Portugalsko
  -  Stuha tří řádů
  -  velkokříž Řádu věže a meče[1]
- Rakousko
  -  velkostuha Čestného odznaku Za zásluhy o Rakouskou republiku
- Rumunsko
  -  velkokříž Řádu Karla I.[1]
- Ruské impérium
  -  rytíř Řádu svatého Ondřeje[1]
  -  Řád svatého Alexandra Něvského[1]
  -  Řád svaté Anny I. třídy[1]
  -  Řád bílého orla[1]
  -  Řád svatého Stanislava I. třídy[1]
- Řecko
  -  velkokříž Řádu Spasitele – 1947[1]
  -  Válečný kříž[1]
- Spojené království[1]
  -  rytíř Podvazkového řádu – 1906
  -  čestný rytíř velkokříže Řádu lázně – 21. července 1896
  -  čestný rytíř velkokříže Královského řádu Viktoriina – 2. února 1901
  -  Královský Viktoriin řetěz – 9. srpna 1902
  -  Nejctihodnější řád sv. Jana Jeruzalémského I. třídy
  -  Medaile diamantového výročí královny Viktorie – 1897
  -  Korunovační medaile Eduarda VII. – 1902
- Španělsko
  -  velkokříž s řetězem Řádu zlatého rouna – 16. července 1910 – udělil král Alfons XIII.[1][3]
- Švédsko
  -  rytíř Řádu Serafínů – 30. května 1893[1]
- Thajsko
  -  rytíř Řádu Mahá Čakrí[1]

## Eponyma
U východního pobřeží Antarktidy se nachází Moře krále Haakona VII. V roce 1914 byl na jeho počest pojmenován okres v Jižní Dakotě – Haakon County
Dvě lodi Norského královského námořnictva – doprovodná loď HNoMS King Haakon VII, která byla ve službě v letech 1942 až 1951 a výcviková loď HNoMS Haakon VII, která byla ve službě v letech 1958 až 1974, byly pojmenovány po králi Haakonovi VII.